# Тесто
Те́сто — полуфабрикат в хлебопекарном, кондитерском и макаронном производствах, получаемый замесом муки с различными продуктами (в зависимости от вида теста), основными из которых являются: вода, жиры, яйца, сахар, соль, разрыхлители (дрожжи, сода). Тесто содержит белки, углеводы, жиры, кислоты, соли и другие вещества, находящиеся в различном состоянии в виде ограниченно набухающих коллоидов, суспензий и растворов.
Некоторые виды теста:
- белковое — тесто из взбитых яичных белков с сахаром, с мукой или без муки[4];
- бисквитное — бездрожжевое тесто со значительным содержанием яиц и сахара, используется для приготовлении бисквита и изделий на его основе (тортов, рулетов, пирожных);
- блинное — жидкое тесто для блинов;
- дрожжевое (кислое) — тесто, разрыхлителем которого являются хлебопекарные дрожжи; это тесто может быть приготовлено опарным и безопарным способами[5], тесто из ржаной муки как правило разрыхляют хлебной закваской[6];
- заварное — тесто, муку для которого заливают горячей водой или молоком;
- панировочное — жидкое тесто, в которое окунают продукты перед обжаркой;
- песочное — рассыпчатое тесто с повышенным содержанием жира;
- пресное — бездрожжевое тесто, это может быть простейшее тесто из муки и воды, используемое для изготовления пресных лепёшек (мацы, лаваша, опресноков), лапши, оболочки пельменей;
- сдобное — дрожжевое тесто с повышенным содержанием сдобы (сахара, масла, яиц);
- слоёное — многослойное тесто с разделяющими жировыми слоями;
- сахарное — используется при декорации из теста, а также для некоторых типов блинов и печенья.